# Catequina
Catequina é um fitonutriente da família dos polifenóis, e tem uma forte ação antioxidante. Está presente de forma natural em alguns alimentos. Inúmeros estudos demonstram que os polifenóis presentes na planta do chá verde (Camellia sinensis) apresentam propriedades que atuam de forma benéfica em algumas doenças como a diabetes mellitus tipo1, as cardiopatias, as infecções virais, as inflamações em doenças degenerativas ou mesmo o cancro e o envelhecimento.
A sua composição inclui epicatequinas (EC), epicatequinas gallate (ECG), epigalocatequina (EGC) e epigalocatequina galato (EGCG), sendo que este último é o mais abundante no chá e o que merece maior atenção do ponto de vista farmacológico. As catequinas são incolores, solúveis na água e não existem referências de contra-indicações do seu uso[carece de fontes?].

## Fonte das catequinas
As folhas do chá preto e verde são uma fonte privilegiada de catequinas. Contudo, existem diferenças entre estes dois tipos de chá, uma vez que o chá verde contém uma maior percentagem de catequinas. O chá é uma bebida proveniente dos rebentos frescos da Camellia sinensis e dependendo do tempo de fermentação das folhas desta planta obtemos o chá preto ou o verde. O chá verde é o menos fermentado de todos, porque logo após a colheita do chá, as suas folhas passam imediatamente pelo vapor, inibindo e a oxidação das catequinas. Em seguida, estas folhas secam naturalmente, o que permite preservar os polifenóis naturais (essencialmente catequinas) que variam na proporção de 45-90% em relação às propriedades biológicas.
Embora em menores quantidades, também é possível encontrar as catequinas naturalmente em outros alimentos como a fruta, os produtos hortícolas, o pó de guaraná que possui 10x a quantidade de Catequina que o Chá Verde ou mesmo o cacau.

## Benefícios para a saúde
A relação directa entre os antioxidantes naturais do chá e a possibilidade de poder controlar o peso está demonstrada em inúmeros estudos científicos e pressupõe a existência de hábitos de vida saudável. De acordo com as conclusões de um estudo japonês publicado na revista Obesity, o consumo regular de chá verde com um teor mais elevado de catequinas pode ajudar a reduzir a gordura corporal, ao mesmo tempo que reduz o perímetro da cintura. Ao fim de 12 semanas constatou-se que o grupo que ingeriu mais catequinas perdeu, em média 1,7 quilos. Verificou-se ainda a redução da gordura abdominal (circunferência da cintura) em 2,5 cm e a da gordura visceral em 10,3cm3.
As catequinas e a cafeína presentes no chá verde actuam na termogénese, ajudando a aumentar o gasto energético. Assim vários estudos científicos têm demonstrado a contribuição do chá verde na redução do peso corporal.
Outros estudos indicam que as catequinas são os compostos mais activos presentes no chá verde e que podem actuar na inibição de carcinógenos e no desenvolvimento dos tumores. As catequinas exibem ainda propriedades antioxidantes, semelhantes às das vitaminas C (ácido ascórbico) e E (tocoferol), que ajudam a inibir a acção dos radicais livres, protegendo o organismo de algumas doenças, como o cancro.
Estes antioxidantes naturais também parecem actuar ao nível da protecção cardiovascular. Estudos sobre oxidação lipídica, realizados "in vitro" e em alguns animais, revelam que certas catequinas são cerca de 10 vezes mais eficazes, quanto comparadas com outros antioxidantes, como a vitamina E.
Outros estudos revelam que a ingestão das catequinas presentes no chá verde poderão reduzir a taxa de colesterol e, em particular, do colesterol LDL. Uma conclusão que resulta de estudos efectuados em animais com um regime alimentar rico em gorduras saturadas, aos quais é administrada esta substância.
Dados epidemiológicos confirmam ainda a importância da ingestão de antioxidantes, enquanto fitonutrientes que actuam na protecção cardiovascular. Tudo indica que a reduzida incidência de doença arterial coronariana foi correlacionada com a existência de elevados níveis plasmáticos de vitamina E, provavelmente resultado de uma dieta rica em antioxidantes. O mesmo se parece aplicar com a ingestão de complementos dietéticos.

### Benefícios constatados
- Pode interromper o crescimento das células cancerosas, ao mesmo tempo que protege as células saudáveis;
- Reforça o sistema imunológico;
- Evita o aumento do colesterol;
- Pode evitar o envelhecimento precoce potenciado pela ação dos radicais livres;